# Teafore Bennett
Teafore Bennett (ur. 7 czerwca 1984 w Duncans) – jamajski piłkarz występujący na pozycji napastnika. Zawodnik klubu Village United.

## Kariera klubowa
Bennett karierę rozpoczynał w 2002 roku w Village United. W 2004 roku odszedł do zespołu Portmore United. W 2005 roku zdobył z nim mistrzostwo Jamajki, Puchar Jamajki, a także wygrał rozgrywki CFU Club Championship. W tym samym roku przeszedł do amerykańskiego klubu Virginia Beach Mariners z USL First Division. Grał tam do końca sezonu 2005.
Następnie Bennett występował w malezyjskim Pahang FA, Village United oraz amerykańskim Harrisburg City Islanders (USL Second Division), a w 2006 roku przeszedł do szwedzkiego zespołu Östers IF z Superettan. Grał tam przez dwa sezony.
W 2008 roku Bennett odszedł do angolskiego Atlético Petróleos Luanda. W tym samym roku zdobył z nim mistrzostwo Angoli. W 2009 roku wrócił na Jamajke, gdzie został graczem klubu August Town. Spędził tam pół roku, a na początku 2010 po raz kolejny trafił do Village United.

## Kariera reprezentacyjna
W reprezentacji Jamajki Bennett zadebiutował w 2004 roku. W 2005 roku został powołany do kadry na Złoty Puchar CONCACAF. Zagrał na nim w meczach z RPA (3:3, gol) i Meksykiem (0:1), a Jamajka zakończyła turniej na ćwierćfinale.